# Peotone
Peotone är en ort (village) i Will County i Illinois. Vid 2010 års folkräkning hade Peotone 4 142 invånare.